# 67.ª División (Ejército Popular de la República)
La 67.ª División fue una unidad del Ejército Popular de la República que existió durante la guerra civil española, creada sobre la base de las brigadas mixtas. Llegó a estar desplegada en los frentes de Teruel, Extremadura y Levante. 

## Historial
La unidad fue creada a finales de agosto de 1937, en la provincia de Ciudad Real, formada con reclutas procedentes de las quintas de 1930, 1937 y 1938. El mando recayó en el comandante de infantería Fulgencio González Gómez. La nueva 67.ª División, que quedó formada por las brigadas mixtas 215.ª, 216.ª y 217.ª, quedaría integrada en el XX Cuerpo de Ejército. La formación e instrucción de la nueva unidad se prolongó hasta finales de 1937, quedando situada en la reserva general.
A comienzos de 1938 fue enviada al frente de Teruel, como refuerzo de las unidades que ya se encontraban combatiendo allí. Tras su llegada sustituyó a la gravemente quebrantada 68.ª División. Durante la posterior batalla del Alfambra la unidad soportó el grueso del ataque enemigo, saliendo muy quebrantada de los combates.
Sería enviada al frente de Extremadura, donde sustituyó a la 45.ª División Internacional como fuerza de reserva del Ejército de Extremadura. En el mes de abril dos de sus brigadas, la 216.ª y 217.ª, intervinieron en una pequeña ofensiva republicana el sector de Talavera de la Reina. Hasta el mes de julio la unidad permaneció en Extremadura, cuando sería sustituida por la 68.ª División. Fue enviada como refuerzo al frente de Levante, donde quedaría agregada al XXII Cuerpo de Ejército. A su llegada, sin embargo, los combates habían decrecido significativamente. Durante el resto de la contienda permaneció en este frente, sin tomar parte en operaciones militares de relevancia.
Hacia el final de la contienda la división estaba agregada al XIII Cuerpo de Ejército.

## Mandos
Comandantes
- Comandante de infantería Fulgencio González Gómez;[10][11]

Comisarios
- José Villanueva Márquez, de la CNT;[12]
- Pelayo Tortajada, del PCE;[13]

Jefes de Estado Mayor
- comandante de caballería Leopoldo Ortega Nieto;[10]

## Orden de batalla
| Fecha             | Cuerpo de Ejército adscrito | Brigadas Mixtas integradas | Frente de batalla |
| ----------------- | --------------------------- | -------------------------- | ----------------- |
| Noviembre de 1937 | XX Cuerpo de Ejército       | 215.ª, 216.ª y 217.ª       | Reserva general   |
| Abril de 1938     | VIII Cuerpo de Ejército     | 215.ª, 216.ª y 217.ª       | Extremadura       |
| Agosto de 1938    | XXII Cuerpo de Ejército     | 16.ª, 215.ª y 217.ª        | Levante           |